# اقتراع على دورتين

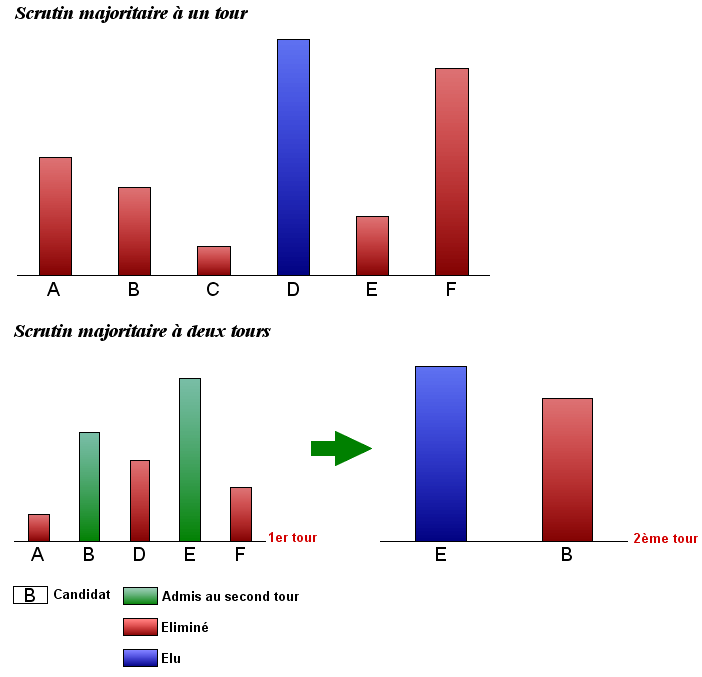
رسم تخطيطي توضيحي لأساليب التصويت بالأغلبية

يطبق نظام الانتخاب على مرحلتين في الأنظمة ذات الأكثرية المطلقة، يتنافس المرشّحان اللذان حصلا على أكبر عدد من أصوات الناخبين، في دورة اقتراع ثانية لتحديد الفائز. وهو يُعرف أيضاً باسم الدورة الثانية أو نظام الإعادة

## الآلية
هو نظام يستهدف أن يكون المؤهل لملئ المقعد النيابي هو الفرد الحائز – على الأقل – على الأغلبية المطلقة، وهي (50% + 1) من عدد أصوات الناخبين؛ وفي حالة عدم تحقق هذه النسبة لأي من المرشحين تعاد عملية الاقتراع في يوم آخر بين المرشحين الذين حصلا على أعلى عدد من الأصوات.. ويجوز لأكثر من اثنين من المرشحين أن يشاركوا في الإعادة، إلا أنه في الغالب فإن المرشح و/أو المرشحين الذين لم يحققوا نتائج مشجعة في الدورة الأولى ينسحبون مع دعوة مؤيديهم لتأييد أحد المرشحين المستمرين؛ واستثناءً من هذه القاعدة، ففي فرنسا وبعض مستعمراتها السابقة كـ«مالي»، لا يسمح بالإعادة إلا بين أعلى إثنين حققا أعلى عدد من الأصوات في الدورة الأولى.
وهذا النظام بالرغم من أن الهدف منه تفادي بعض أوجه النقص التي ثبتت من تطبيقات «الانتخاب الفردي بالأغلبية النسبية»، إلا أنه يظل يحمل بعض السلبيات العميقة، ومنها:
1. في التطبيق الفعلي يستمر تطبيق قاعدة ((من يحوز أعلى الأصوات يُعتبر الفائز))، ذلك أنه في حالة الإعادة لـ«عملية الاقتراع الثانية» بين أكثر من مرشحين اثنين لن تعود قاعدة الحصول على الأغلبيـة المطلقـة وهـي (51% + 1) ملزمة.. بمعنى أن الأعلى امتلاكاً لأصوات الناخبين يُعلن فوزه بالمقعد.
2. تستمر أهم المآخذ والعيوب لـ«الانتخاب الفردي» متحققة أيضاً، وهي تلك الخاصة بالنـزعة الفردية وتعميق المناطقية مع افتقاد السهولة واليسر الذين يمتاز بهما نظام «الانتخاب الفردي» (دورة وحيدة).
3. نظام الإعادة يمثل ضغطاً كبيراً على إدارة الانتخابات خاصة وأن الفاصل الزمني بين الاقتراع الأول والثاني يجب أن يكون قصيراً.
4. تزداد تكاليف إجراءات الانتخابات بشكل كبير جداً، ناهيك عن الوقت الذي يمر بين البدء بالانتخابات وإعلان نتائجها، وهذه الفترة الطويلة نسبياً قد تكون سبباً في عدم الاستقرار.
5. ترتب عبئاً إضافياً على الناخب إذ أن عليه الاقتراع مرتين وقاد ذلك إلى انخفاض كبير في عدد الناخبين في الدورة الثانية، كما دلّت على ذلك الممارسة في البلدان التي تأخذ بهذا النظام.. وانعدام رغبة الناخب في ممارسة حقه الناتج عن عيب الإجراءات، أحد أهم أوجه النقص في أي نظام انتخابي.